# Clásico puntano
Clásico puntano es como se lo conoce en la ciudad de San Luis, Argentina, al enfrentamiento futbolístico entre los dos clubes más importantes de esa ciudad, Juventud Unida Universitario y Sportivo Estudiantes. Es un clásico moderno, ya que cada uno tiene su respectivo máximo rival histórico (clásico histórico), que en el caso de Estudiantes es el Sporting Club Victoria y en el de Juventud Unida Universitario es el Club Atlético Huracán, todos también de la ciudad de San Luis.
| Juventud Unida Universitario | Sportivo Estudiantes |

## Historia
A nivel provincial el Verde cosecha 33 títulos, mientras que el Juve cuenta con 25 campeonatos ganados en todo el historial.
El clásico se disputó por primera vez en la B Nacional (segunda división del fútbol argentino), por la fecha 1 el año 2016, siendo favorable el resultado para Sp. Estudiantes por 2 a 1, con goles de Leandro Caruso (penal) para el Juve, y sobre el final Israel Roldán y Lucas Acevedo le dieron la victoria al Verde.

### Actualidad
En la temporada 2023, el clásico se disputa en el Torneo Federal A (tercera categoría del fútbol argentino), ya que ambos clubes juegan en dicha categoría.

## Enfrentamientos

### En Liga Sanluiseña de Fútbol
Juventud es el máximo ganador. 

### En competiciones oficiales de AFA
En torneos oficiales organizados por la AFA se han enfrentado en 26 ocasiones, Juventud Unida ha ganado ocho encuentros y empataron once, mientras que Sportivo Estudiantes ha ganado en siete oportunidades.

#### Cronología de resultados
| #  | Fecha                    | Torneo             | Local           | Resultado | Visitante       |
| -- | ------------------------ | ------------------ | --------------- | --------- | --------------- |
| 1  | 5 de noviembre de 2000   | Torneo Argentino B | Sp. Estudiantes | 3-0       | Juventud U. U.  |
| 2  | 10 de diciembre de 2000  | Torneo Argentino B | Juventud U. U.  | 1-1       | Sp. Estudiantes |
| 3  | 18 de marzo de 2001      | Torneo Argentino B | Juventud U. U.  | 0-0       | Sp. Estudiantes |
| 4  | 8 de abril de 2001       | Torneo Argentino B | Sp. Estudiantes | 1-2       | Juventud U. U.  |
| 5  | 13 de octubre de 2013    | Torneo Argentino A | Juventud U. U.  | 0-1       | Sp. Estudiantes |
| 6  | 6 de noviembre de 2013   | Copa Argentina     | Juventud U. U.  | 0-0       | Sp. Estudiantes |
| 7  | 23 de febrero de 2014    | Torneo Argentino A | Sp. Estudiantes | 0-1       | Juventud U. U.  |
| 8  | 24 de agosto de 2014     | Torneo Federal A   | Juventud U. U.  | 1-0       | Sp. Estudiantes |
| 9  | 6 de octubre de 2014     | Torneo Federal A   | Sp. Estudiantes | 2-0       | Juventud U. U.  |
| 10 | 22 de octubre de 2014    | Copa Argentina     | Sp. Estudiantes | 0-3       | Juventud U. U.  |
| 11 | 29 de enero de 2016      | Primera B Nacional | Sp. Estudiantes | 2-1       | Juventud U. U.  |
| 12 | 6 de octubre de 2018     | Torneo Federal A   | Sp. Estudiantes | 1-1       | Juventud U. U.  |
| 13 | 23 de noviembre de 2018  | Torneo Federal A   | Juventud U. U.  | 0-3       | Sp. Estudiantes |
| 14 | 17 de enero de 2019      | Copa Argentina     | Juventud U. U.  | 1-3       | Sp. Estudiantes |
| 15 | 20 de enero de 2019      | Copa Argentina     | Sp. Estudiantes | 2-2       | Juventud U. U.  |
| 16 | 17 de febrero de 2019    | Torneo Federal A   | Sp. Estudiantes | 1-1       | Juventud U. U.  |
| 17 | 17 de marzo de 2019      | Torneo Federal A   | Juventud U. U.  | 1-0       | Sp. Estudiantes |
| 18 | 24 de noviembre de 2019  | Torneo Federal A   | Juventud U. U.  | 0-1       | Sp. Estudiantes |
| 19 | 27 de junio de 2021      | Torneo Federal A   | Sp. Estudiantes | 0-4       | Juventud U. U.  |
| 20 | 25 de septiembre de 2021 | Torneo Federal A   | Juventud U. U.  | 0-0       | Sp. Estudiantes |
| 21 | 3 de abril de 2022       | Torneo Federal A   | Juventud U. U.  | 1-1       | Sp. Estudiantes |
| 22 | 16 de julio de 2022      | Torneo Federal A   | Sp. Estudiantes | 0-1       | Juventud U. U.  |
| 23 | 26 de marzo de 2023      | Torneo Federal A   | Sp. Estudiantes | 0-0       | Juventud U. U.  |
| 24 | 21 de mayo de 2023       | Torneo Federal A   | Juventud U. U.  | 0-0       | Sp. Estudiantes |
| 25 | 16 de julio de 2023      | Torneo Federal A   | Sp. Estudiantes | 0-0       | Juventud U. U.  |
| 26 | 13 de septiembre de 2023 | Torneo Federal A   | Juventud U. U.  | 2-0       | Sp. Estudiantes |

### Resumen estadístico
| Liga/Copa          | PJ  | GJU | E  | GSE | GolJU | GolSE |
| ------------------ | --- | --- | -- | --- | ----- | ----- |
| Primera B Nacional | 1   | 0   | 0  | 1   | 1     | 2     |
| Federal A          | 15  | 5   | 7  | 3   | 11    | 9     |
| Argentino A        | 2   | 1   | 0  | 1   | 1     | 1     |
| Argentino B        | 4   | 1   | 2  | 1   | 3     | 5     |
| Copa Argentina     | 4   | 1   | 2  | 1   | 6     | 5     |
| Liga Sanluiseña    | 87  | 33  | 26 | 28  | ?     | ?     |
| TOTAL              | 113 | 41  | 37 | 35  | 22    | 22    |